# Благоєвградська область
О́бласть Благоєвгра́д (Благоєвградська область; (болг. област Благоевград) — область в Південно-західному регіоні, Болгарія. Обіймає історичну область Піринська Македонія i Східна Македонія (болг. Пиринска Македония и Източна Македония, Pirinska Makedoniya i Iztochna Makedoniya).
|  |  |

## Географія і клімат

### Географія
Провінція займає площу 6449,5 км², населення 323552 (Станом на  2011). Вона є третьою по величині в Болгарії після Бургаської та Софійської і займає 5,8 % площі країни. Благоєвградській області належать гари, або їх частини: Рила (найвища точка Балканів — вершина Мусала, 2925 м), Пірин (найвища точка — вершина Віхрен, 2914 м), а також гори Родопи, Славянка, Беласиця, Влахіна, Малешево, Огражден і Старгач. Є дві основні річки — Струма і Места, з концентрацією населення у долинах рік, які ж є і основними транспортними коридорами.

### Клімат
Клімат варіюється від помірного континентального до Середземноморського у південній частині. Природними ресурсами є деревина, мінеральні джерела, вугілля, будівельні матеріали, включаючи мармур та граніт. Красиве і збережене довкілля також вважається важливим ресурсом. Ряд національних парків та охоронюваних територій забезпечують збереження біорізноманіття. Орні землі складають — 38,8 %, ліси — 52 % території області.

## Демографія
Населення області за переписом 2011 року становить 324 110 осіб, з яких 159 508 чоловіків та 164 602 жінок.
Динаміка чисельності населення з часів Другої світової війни:
| 1946    | 1956    | 1965    | 1975    | 1985    | 1992    | 2001    | 2005    | 2007    | 2009    | 2011    |
| ------- | ------- | ------- | ------- | ------- | ------- | ------- | ------- | ------- | ------- | ------- |
| 252 908 | 281 015 | 302 503 | 322 974 | 345 942 | 351 637 | 341 173 | 333 577 | 329 309 | 327 885 | 324 110 |

### Етнічні групи
Загальна кількість населення: 324 110 осіб.

Національності:
| \| Етнічні групи області Благоєвград (перепис 2011) \| Етнічні групи області Благоєвград (перепис 2011) \| Етнічні групи області Благоєвград (перепис 2011) \| Етнічні групи області Благоєвград (перепис 2011) \| Етнічні групи області Благоєвград (перепис 2011) \| \| ------------------------------------------------ \| ------------------------------------------------ \| ------------------------------------------------ \| ------------------------------------------------ \| ------------------------------------------------ \| \| Національність \| \| \| Відсоток \| \| \| болгари \| болгари \| \| 88.6% \| 88.6% \| \| турки \| турки \| \| 6.0% \| 6.0% \| \| цигани \| цигани \| \| 3.4% \| 3.4% \| \| інші \| інші \| \| 2.0% \| 2.0% \| |         |  |          |       |
| Вказали національність: 283 556 осіб: - болгари: 251 097 (88,55 %) - турки: 17 027 (6,0 %) - цигани: 9 739 (3,43 %) - інші та змішані: 5 693 (2,01 %) Решта 40 тисяч осіб не вказали національність. |         |  |          |       |
| Етнічні групи області Благоєвград (перепис 2011) |         |  |          |       |
| Національність |         |  | Відсоток |       |
| болгари | болгари |  | 88.6%    | 88.6% |
| турки | турки   |  | 6.0%     | 6.0%  |
| цигани | цигани  |  | 3.4%     | 3.4%  |
| інші | інші    |  | 2.0%     | 2.0%  |

### Мови
Рідні мови населення згідно з переписом 2001 року:
306 118 болгарська, 19 819 турецька,
9 232 циганська), 6004 інші або не визначилися.

### Релігія
Релігійні переконання згідно з переписом 2001 року:
| Релігії області Благоєвград (перепис 2001) | Релігії області Благоєвград (перепис 2001) | Релігії області Благоєвград (перепис 2001) | Релігії області Благоєвград (перепис 2001) | Релігії області Благоєвград (перепис 2001) |
| ------------------------------------------ | ------------------------------------------ | ------------------------------------------ | ------------------------------------------ | ------------------------------------------ |
| Релігія                                    |                                            |                                            | Відсоток                                   |                                            |
| православ'я                                | православ'я                                |                                            | 78.8%                                      | 78.8%                                      |
| іслам                                      | іслам                                      |                                            | 18.3%                                      | 18.3%                                      |
| протестантизм                              | протестантизм                              |                                            | 0.5%                                       | 0.5%                                       |
| римо-католицтво                            | римо-католицтво                            |                                            | 0.1%                                       | 0.1%                                       |
| інші                                       | інші                                       |                                            | 2.3%                                       | 2.3%                                       |

| Перепис 2001    | Перепис 2001 | Перепис 2001 |
| релігійна течія | населення    | %            |
| --------------- | ------------ | ------------ |
| православ'я     | 268 968      | 78,84 %      |
| іслам           | 62 431       | 18,30 %      |
| протестантизм   | 1 546        | 0,45 %       |
| римо-католицтво | 277          | 0,08 %       |
| інші            | 933          | 0,27 %       |
| не вказали      | 7 018        | 2,06 %       |
| всього          | 341 173      | 100 %        |